# Freyellaster intermedius
Freyellaster intermedius is een zeester uit de familie Freyellidae.
De wetenschappelijke naam van de soort werd in 1943 gepubliceerd door Ryoji Hayashi.